# Lei complementar
Em direito, lei complementar é uma lei que tem, como propósito, complementar e explicar algo à constituição. A lei complementar diferencia-se da lei ordinária desde o quorum para sua formação. A lei ordinária exige apenas maioria simples de votos para ser aceita; enquanto a lei complementar exige maioria absoluta. Na verdade, não há hierarquia entre lei ordinária e lei complementar;  que há são campos de atuação diversos. Segundo jurisprudência do Supremo Tribunal Federal, não existe tal hierarquia, mas o Superior Tribunal de Justiça acha que existe, justamente por causa da diferença entre os quorum, sendo a lei complementar hierarquicamente superior à lei ordinária (baseia-se na regra da pirâmide de Kelsen sobre a hierarquia das leis).
No Brasil, a lei que a Constituição Federal de 1988 determinou que fosse criada para regulamentar determinada matéria denomina-se "complementar", e exige quorum qualificado, em oposição à lei ordinária, que de tal prescinde. Nem todas as leis complementares, como se pensa erroneamente, destinam-se a complementar diretamente o texto constitucional, pois o constituinte, originário ou reformador, reserva a leis complementares matérias de especial importância ou matérias polêmicas, para cuja disciplina seja desejável e recomendável a obtenção de um maior consenso entre os parlamentares.
Segundo jurisprudência do Supremo Tribunal Federal, não cabe tratado internacional sobre matéria reservada a lei complementar. Isso porque o tratado internacional é aprovado por decreto legislativo, que exige quórum de maioria simples, e não absoluta, requisito da Lei complementar.
Disto, decorre que:
- Não existe entre lei complementar e lei ordinária (ou medida provisória) uma relação de hierarquia, pois seus campos de abrangência são diversos. Assim, a lei ordinária que invadir matéria de lei complementar é inconstitucional e ilegal;

- Lei votada com o procedimento de lei complementar e denominada como tal, ainda assim, terá efeitos jurídicos de lei ordinária, podendo ser revogada por lei ordinária posterior, se versar sobre matéria não reservada constitucionalmente a lei complementar;

- Dispositivos esparsos de uma lei complementar que não constituírem matéria constitucionalmente reservada a lei complementar possuem natureza jurídica de lei ordinária, e podem ser alterados pelo quórum simples.

- Segundo o Supremo Tribunal Federal, quando uma lei ordinária for aprovada com quórum suficiente de lei complementar, não haverá inconstitucionalidade, caso esta lei ordinária regule matéria própria de lei complementar, pois o quórum qualificado (maioria absoluta) supre a constitucionalidade.

## Exemplos
- Lei complementar que cria a Região Metropolitana.
- O Código Tributário Nacional (é lei ordinária, porém, regula matéria da seara da lei complementar. Sendo assim, recebe o status de lei complementar).